# Bailey Yard

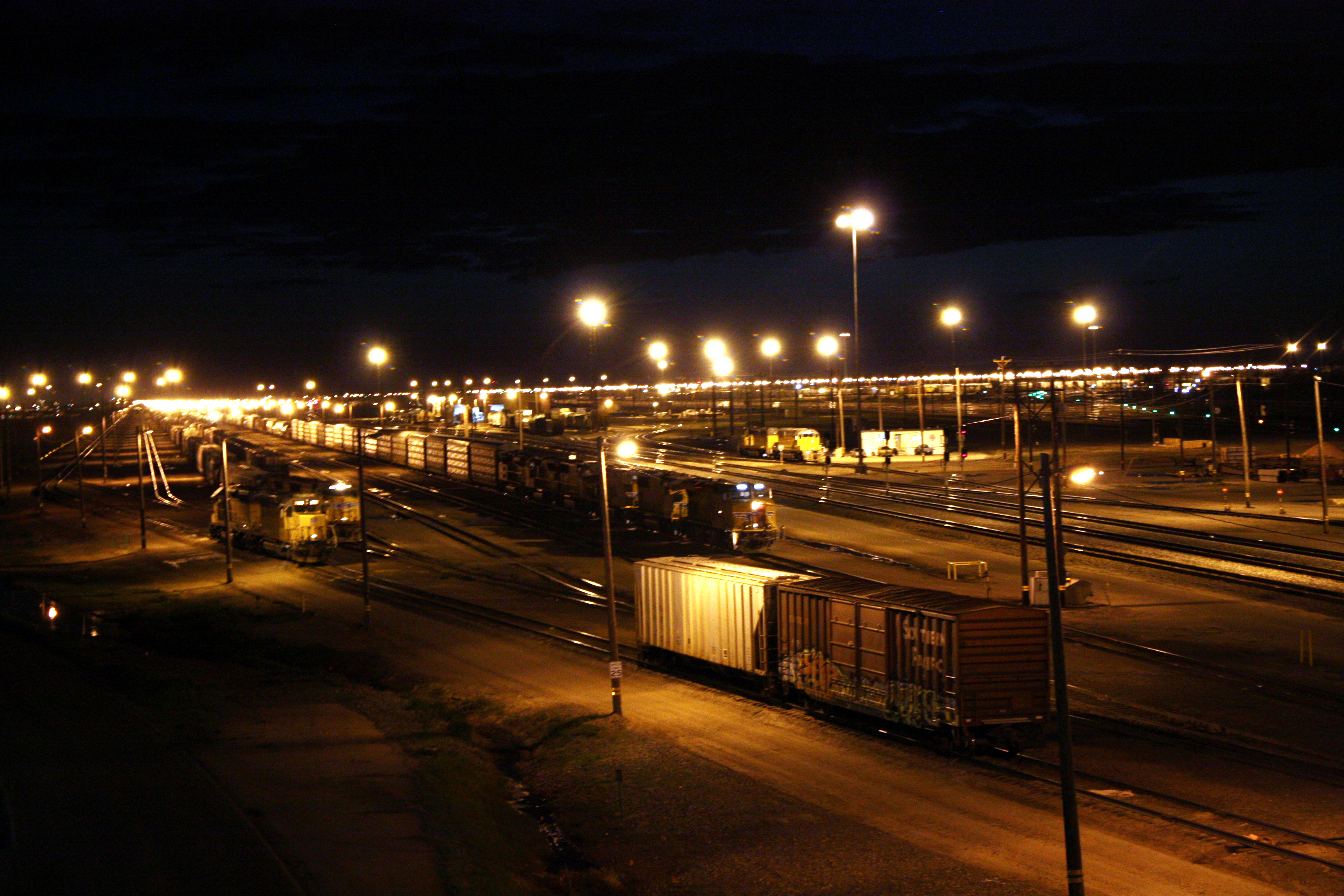
Bailey Yard om natten.

Bailey Yard är världens största rangerbangård och ägs av Union Pacific Railroad. Den ligger omedelbart väster om staden North Platte, i delstaten Nebraska nära mitten av USA på järnvägssträckan Overland Route, (Oakland, Kalifornien –) Cheyenne, Wyoming – Omaha, Nebraska (– Chicago). Denna järnvägssträcka är den ursprungliga sträckningen för den transamerikanska järnvägen, och bangårdens äldsta föregångare byggdes på 1860-talet när staden North Platte grundades av järnvägen. Namnet Bailey Yard härstammar från den tidigare ordföranden i järnvägsbolaget Ed. H. Bailey. Under andra världskriget låg en stor kantin här som serverade måltider till amerikanska värnpliktiga på transport genom landet. Efter kriget har bangården successivt byggts ut i flera etapper.
Det förekommer sedan 1970-talet ingen persontrafik förbi denna bangård, men sträckan är fortfarande viktig för tung godstrafik.  I North Platte har Union Pacific över 2 600 anställda. I nära anslutning till bangården har Union Pacific lok- och vagnverkstäder för underhåll och reparation.